# Ceuașu de Câmpie
Ceuașu de Câmpie là một xã thuộc hạt Mureș, România. Dân số thời điểm năm 2002 là 5417 người.